# Charles Frederick Wells
Charles Frederick Wells (Atlanta, 4 de maio de 1937 – 17 de junho de 2017) foi um matemático estadunidense, que trabalhou com teoria das categorias.
Wells estudou matemática no Oberlin College, com o bacharelado em 1962, e obteve um doutorado em 1965 na Universidade Duke, orientado por Leonard Carlitz, com a tese Permutation polynomials over finite fields. Em 1965 foi professor assistente na Case Western Reserve University, onde foi professor associado e em 1980 professor.
Trabalhou com álgebra e teoria das categorias, em especial teoria topos, sobre a qual escreveu um livro-texto com Michael Barr.

## Obras
- com Michael Barr: Toposes, Triples and Theories, Grundlehren der mathematischen Wissenschaften 278, Springer-Verlag 1985
- com Michael Barr: Category Theory for Computing Science, Prentice Hall 1990
- A Handbook of Mathematical Discourse, Infinity Publishing, 2003